# Красносільська сільська рада (Олександрівський район)
| Красносільська сільська рада — колишній орган місцевого самоврядування у Олександрівському районі Кіровоградської області з адміністративним центром у с. Красносілля. Сільській раді були підпорядковані населені пункти: - с. Красносілля - с. Гутницька |

## Склад ради
Рада складалася з 16 депутатів та голови.

### Керівний склад ради
| ПІБ                       | Основні відомості                                                 | Дата обрання | Дата звільнення |
| ------------------------- | ----------------------------------------------------------------- | ------------ | --------------- |
| Федорова Ольга Миколаївна | Сільський голова, 1958 року народження, освіта                    | 26.03.2006   | 31.10.2010      |
| Федорова Ольга Миколаївна | Сільський голова, 1975 року народження, освіта вища, позапартійна | 31.10.2010   |                 |

Примітка: таблиця складена за даними джерела

## Населення
Згідно з переписом УРСР 1989 року чисельність наявного населення сільської ради становила 2041 особа, з яких 829 чоловіків та 1212 жінок.
За переписом населення України 2001 року в сільській раді мешкало 1665 осіб.

### Мова
Розподіл населення за рідною мовою за даними перепису 2001 року:
| Мова       | Відсоток |
| ---------- | -------- |
| українська | 97,30 %  |
| російська  | 1,86 %   |
| вірменська | 0,60 %   |
| молдовська | 0,18 %   |
| білоруська | 0,06 %   |